# Shum Davar
Shum Davar (z hebr. שום דבר) je česká hudební skupina založená v roce 2013 v Praze, kde hlavně působí. Jejich písně spojuje prvky klezmeru, gypsy jazzu, balkánské, slovenské, arménské, gruzínské a běloruské hudby.
Spolupracují s dalšími umělci, například Karinou Sarkisjan, Limbora Choir, projektem Tři hlasy (Jitka Šuranská, Irén Lovász a Michal Elia Kamal). V letech 2018 a 2019 také s M. Dvořáčkem Jr. (bicí) a se zpěvačkou Ivou Marešovou.
Shum Davar nahrál dvě CD a hraje vlastních koncertech, žánrových festivalech i soukromých akcích.
Zakládající a stálý člen kapely Aliaksandr Yasinski je sólovým hráčem na akordeon, který působí rovněž jako skladatel a aranžér.

## Obsazení
- Aliaksandr Yasinski (Bělorusko) – akorderon
- Gugar Manuyan (Gruzie) – akordeon
- Erik Kadlíček (Slovensko) – housle
- Emil Novotný (Česko) – kontrabas
- Daniel Kundrák (Česko/Slovensko) – kytara

## Diskografie
- EP Lieben (2016)
- LP Tbiliso (2017)
- LP Folklore fusions (2020)
- singl Tribute to Ukraine (2022)